# Рогозиньская, Мария
Мария Рогозиньская, урождённая Лесняк (пол. Maria Rogozińska; неизвестно — 12 января 1943, Пилица, Заверценский повят) — польская крестьянка, жившая в деревне Вербка недалеко от Пилицы вместе со своим трёхлетним сыном. Она была убита немцами за сокрытие евреев и посмертно награждена медалью «Праведник народов мира».

## Биография
Рогозиньская жила в деревне Вербка Олькушского уезда (современный Заверцкий уезд). После смерти мужа она одна воспитывала троих детей — дочерей Марию и Елену (около 1932 и 1934 годов рождения) и сына Петра (около 1940 года рождения).
Во время немецкой оккупации она скрывала евреев и участников движения Сопротивления. Есть противоречивая информация о количестве людей, получивших её помощь. Достоверно известно, что на ферме Рогозиньских прятались старая еврейка по имени Берлиньска вел Берлицка вел Перлиньска (владелица мельницы в Малешине) и молодой еврей, имя которого неизвестно. Однако показания других свидетелей указывают на то, что Рогозиньская могла скрывать до четырёх или пяти евреев.
Неизвестно, как информация о евреях, скрывавшихся на хуторе Рогозиньских, дошла до немцев. Марию в селе не любили, отсюда и подозрения Кристины Самсоновской, что она могла стать жертвой доноса или случайного разоблачения со стороны одного из конфликтующих с ней соседей.
Около 11 января 1943 года немецкая жандармерия прибыла на ферму Рогозиньских. Во время обыска немцы обнаружили возле дома двух евреев, которых они застрелили. Были также убиты двое поляков, которые в момент прибытия жандармов находились на ферме: Петр Сендра вел Сендер и Пётр Подгурский. Во время этих событий Мария и её дети находились вдали от дома. Мать и сын навещали её брата в Малешине, а две старшие девочки находились под присмотром соседей.
Рогозиньская, предупрежденная дочерьми, не вернулась в семейный дом. Однако казнь, произошедшая на её ферме, напугала жителей деревни до такой степени, что никто не согласился принять находящуюся под угрозой уничтожения семью под своей крышей. В конце концов женщина оставила дочерей на фабрике в Вербке, а затем отправилась с сыном на ферму. Её схватили в тот же вечер при невыясненных обстоятельствах. После ночи, проведенной в доме сельского старосты, Марию и её сына отвезли в штаб-квартиру жандармерии в замке Пилица. Немцы подвергли её жестокому допросу, на её глазах пытали трёхлетнего сына. После допроса Марию и Петра расстреляли во рву замка. Её тело было похоронено на кладбище Пилицы.
23 мая 2004 года она была посмертно награждена как Праведник народов мира.